# 普雷贝尔号驱逐舰 (DDG-88)
普雷贝尔号驱逐舰（USS Preble (DDG-88)）是美国海军阿利·伯克级驱逐舰的第三十八艘，以海军军官爱德华·普雷贝尔命名。
普雷贝尔号驱逐舰于2000年6月22日在密西西比州帕斯卡古拉的英戈尔斯造船厂安放龙骨，2001年6月1日下水，2002年11月9日服役。

## 流行文化
普雷貝爾號曾在2009年上映的《變形金剛：復仇之戰》中登場，於劇中其艦首的5吋艦砲被改裝成磁軌砲，攻擊正在破壞金字塔的大型狂派機器人 。
普雷贝尔号驱逐舰在2013年第一人称射击游戏（Battlefield 4）的多人模式地圖「上海之圍」中開進黃浦江並用作發射战斧巡航导弹的平台。